# Yechila
Yechila (également appelée Chilay) est une ville du nord de l'Éthiopie, située dans la Mehakelegnaw Zone du Tigré. Elle est à 13° 17′ N, 39° 00′ E et se trouve à 1 571 mètres d'altitude.